# Tameka Empson

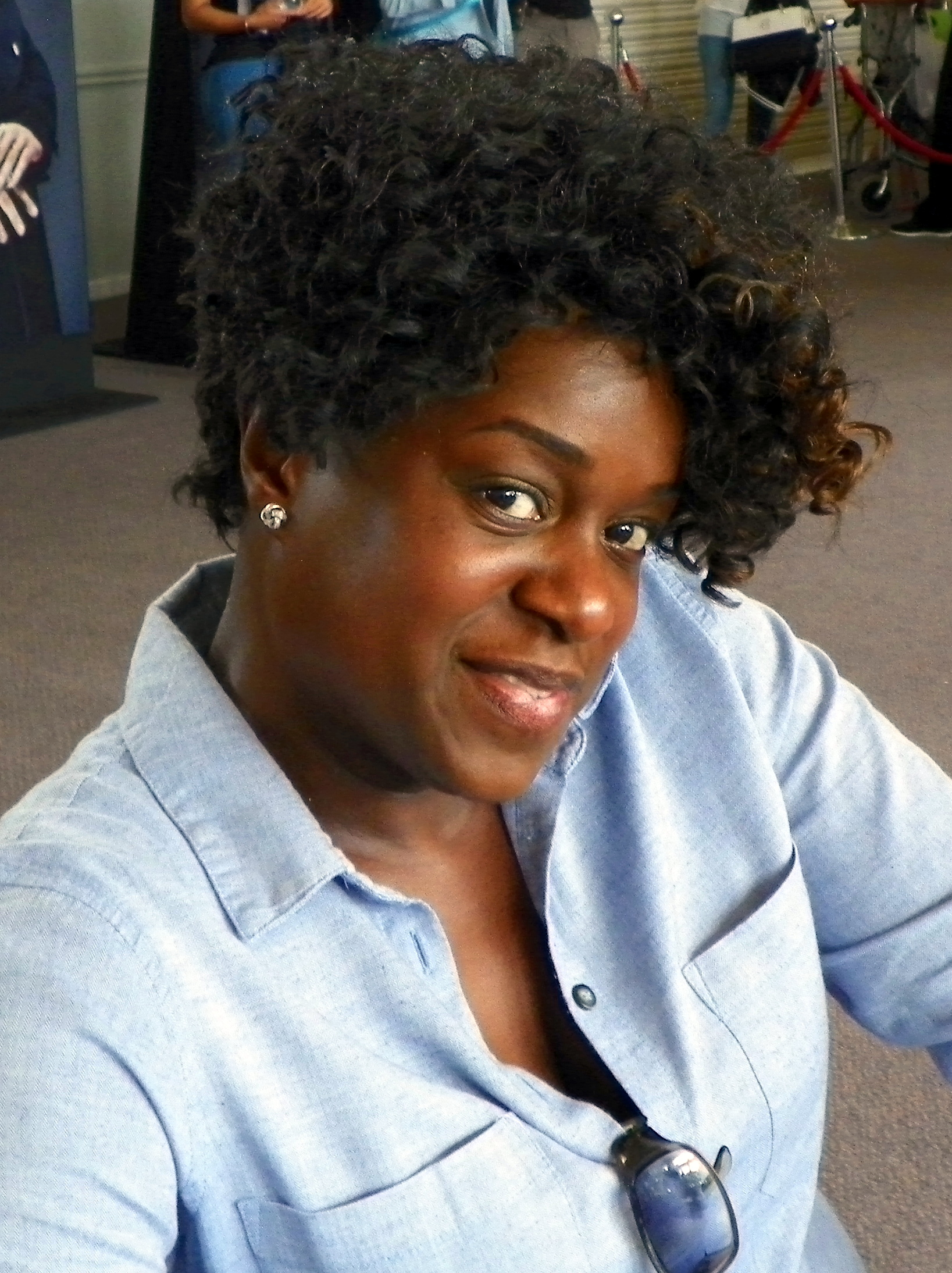
Tameka Empson (2016)

Tameka Lydia Empson (* 15. April 1977 im Bezirk Hackney, London) ist eine britische Schauspielerin.

## Leben und Karriere
Bereits im Alter von sieben Jahren wurde Tameka Empson Mitglied der Theaterschule von Anna Scher, wo sie in den folgenden zehn Jahren ausgebildet wurde. Bekannt wurde sie 1996 durch die Rolle einer bekifften Schulabbrecherin, die Musik von Cass Elliot liebt, im britischen Film Beautiful Thing. Anschließend folgten weitere Nebenrollen, unter anderem in der Literaturverfilmung Tagebuch eines Skandals (2006) an der Seite von Judi Dench und Cate Blanchett. Seit 2009 ist sie regelmäßig in der britischen Seifenoper EastEnders in der komödiantisch angelegten Rolle der Kim Fox zu sehen. Bisher spielte sie diese Rolle in über 850 Folgen und erhielt mehrere Soap-Opera-Preise für ihre Darstellung.
Neben ihrer Film- und Fernseharbeit spielte sie bisher zahlreiche Rollen auf Londoner Bühnen, beispielsweise in dem Musical Our House mit Songs der Band Madness. Von 2004 bis 2009 sowie nochmals 2018 trat sie als Pantomime am Londoner Hackney Empire auf. Ihr Auftritt im Musical The Big Life brachte ihr 2006 eine Nominierung für den Laurence Olivier Award ein.
Tameka Empson, deren Eltern vor ihrer Geburt von der Elfenbeinküste nach England ausgewandert waren, ist verheiratet und hat eine 2014 geborene Tochter. Im Herbst 2016 nahm sie an der 14. Staffel der britischen Tanzshow Strictly Come Dancing teil, wo sie den zweitletzten Platz belegte.

## Filmografie (Auswahl)
- 1996: Beautiful Thing
- 1997: Food of Love
- 1998: I Want You
- 2001: Goodbye Charlie Bright
- 2001: The Martins

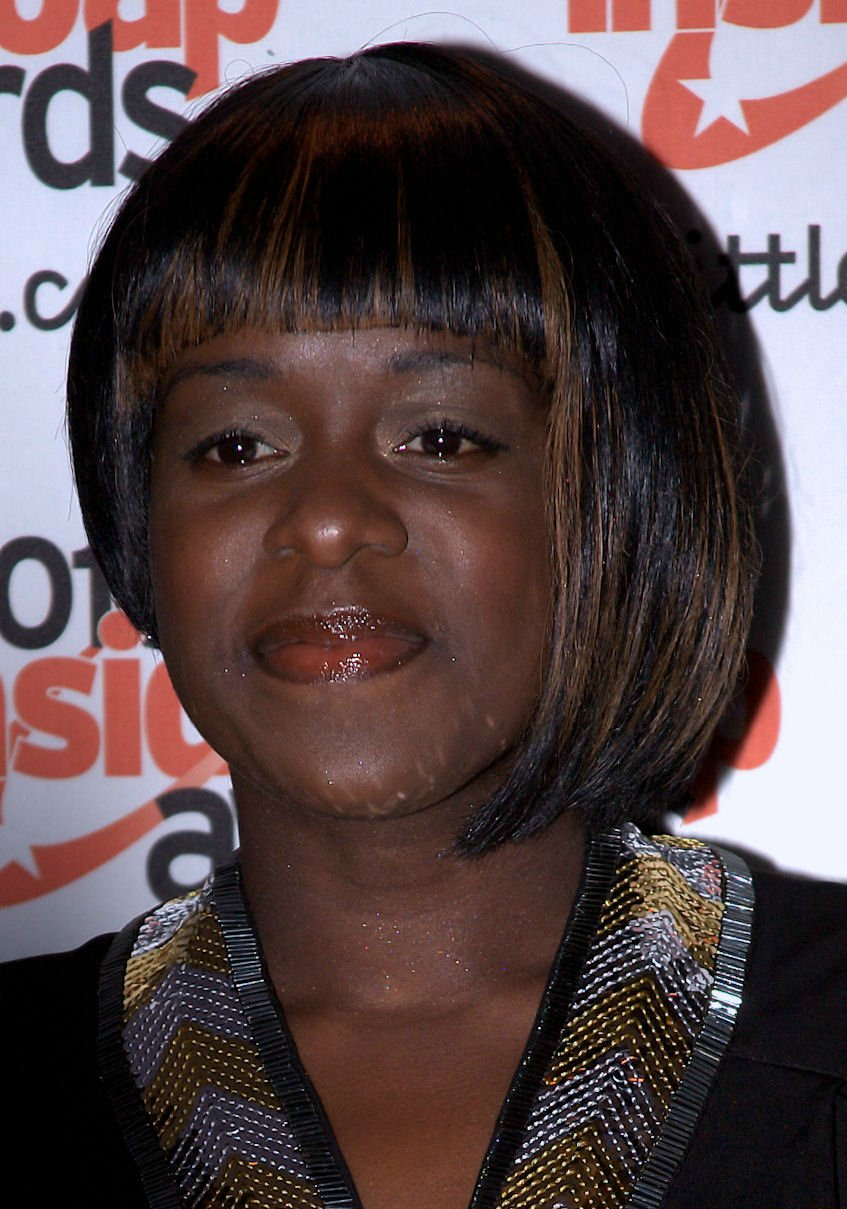
Tameka Empson (2012)

- 2001: Sam's Game (Fernsehserie, 6 Folgen)
- 2002: Long Time Dead
- 2006: Tagebuch eines Skandals (Notes on a Scandal)
- 2009: Whitechapel (Fernsehserie, 3 Folgen)
- seit 2009: EastEnders (Seifenoper, bisher über 850 Folgen)
- 2010: StreetDance 3D
- 2012: The B&B: Kim's Palace (Fernsehserie, 4 Folgen)
- 2014: Lily's Driftwood Bay (Fernsehserie, 2 Folgen)